# Большетиганское сельское поселение
Большетиганское се́льское поселе́ние — муниципальное образование в Алексеевском районе Татарстана Российской Федерации.
Административный центр — село Большие Тиганы.

## История
Статус и границы сельского поселения установлены Законом Республики Татарстан от 31 января 2005 года № 11-ЗРТ «Об установлении границ территорий и статусе муниципального образования "Алексеевский муниципальный район" и муниципальных образований в его составе».

## Население
| 2010 | 2011 | 2012 | 2013 | 2014 | 2015 | 2016 |
| ---- | ---- | ---- | ---- | ---- | ---- | ---- |
| 729  | ↘726 | ↘722 | ↘713 | ↘697 | ↘688 | ↘686 |
| 2017 | 2018 |      |      |      |      |      |
| ↘673 | ↘666 |      |      |      |      |      |

## Состав сельского поселения
| № | Населённый пункт | Тип населённого пункта       | Население |
| - | ---------------- | ---------------------------- | --------- |
| 1 | Большие Тиганы   | село, административный центр |           |
| 2 | Кзыл-Чишма       | деревня                      |           |
| 3 | Ошняк            | село                         |           |